# Elkader
Elkader è una città degli Stati Uniti d'America situata nel nord-est dello Stato dello Iowa. È il capoluogo della Contea di Clayton. La città prende il nome dal militare e politico algerino Abd el-Kader.

## Geografia fisica

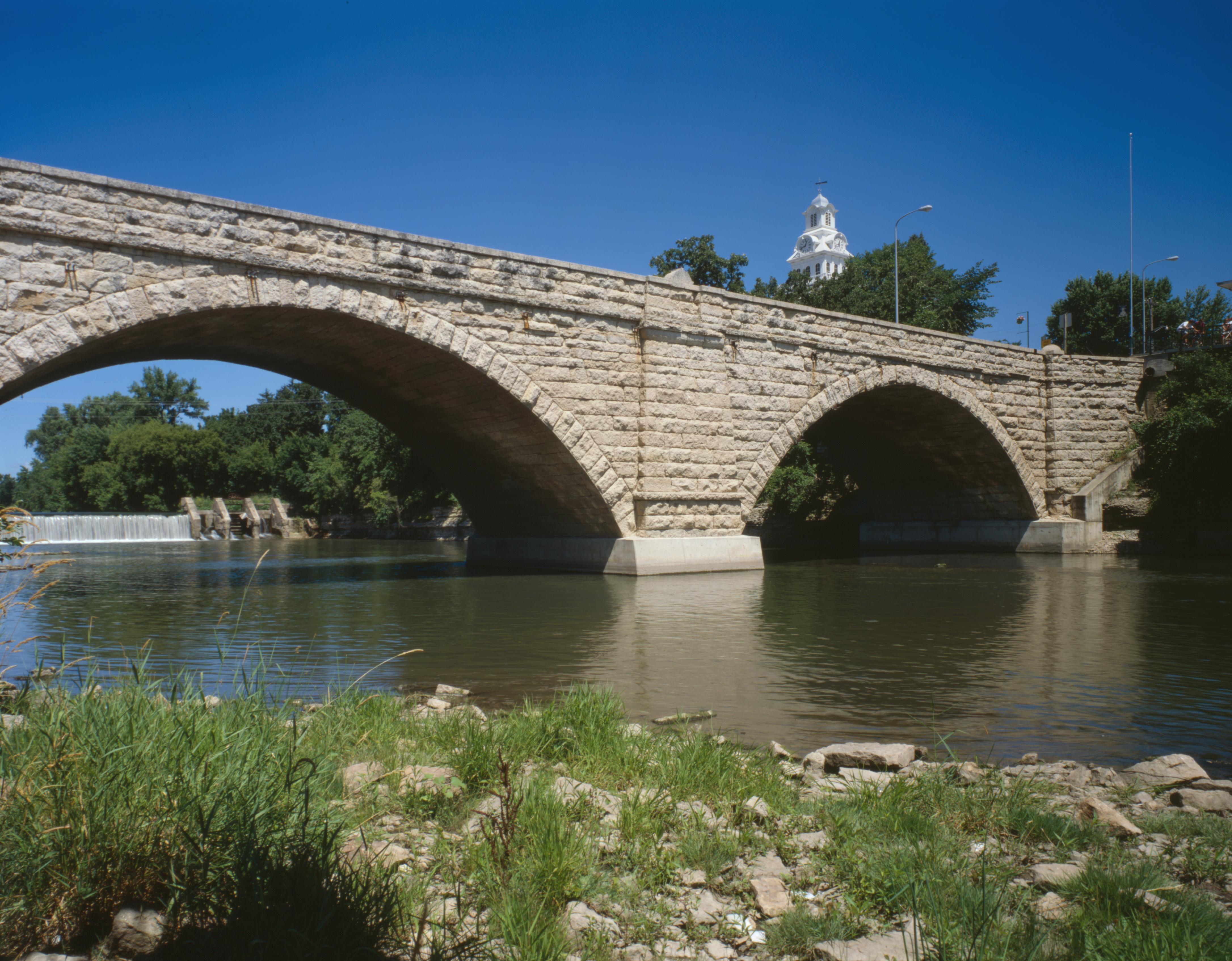
Keystone Bridge

Le coordinate geografiche di Elkader sono 42°51′21″N 91°24′11″W. Elkader occupa un'area totale di 3.60 km², tutti di terra.

## Società

### Evoluzione demografica
Al censimento del 2010, risultarono 1 273 abitanti, 577 nuclei familiari e 342 famiglie residenti in città. Ci sono 627 alloggi con una densità di 451,1/km². La composizione etnica del villaggio è 98,7% bianchi, 0,1% neri o afroamericani, 0,3% nativi americani, 0,2% asiatici, 0,7% di altre razze e 0,3% ispanici e latino-americani. Dei 577 nuclei familiari il 23,6% ha figli di età inferiore ai 18 anni che vivono in casa, 50,6% sono coppie sposate che vivono assieme, 5,9% è composto da donne con marito assente, e il 40,7% sono non-famiglie. Il 35,76% di tutti i nuclei familiari è composto da singoli 16,8% da singoli con più 65 anni di età. La dimensione media di un nucleo familiare è di 2,10 mentre la dimensione media di una famiglia è di 2,73. La suddivisione della popolazione per fasce d'età è la seguente: 18,9% sotto i 18 anni, 5,5% dai 18 ai 24, 19.03 dai 25 ai 44, 32,4% dai 45 ai 64, e il 24,4% oltre 65 anni. L'età media è di 49,8 anni. Per ogni 100 donne ci sono 80,4 maschi. Per ogni 100 donne sopra i 18 anni, ci sono 77,6 maschi. Il reddito medio di un nucleo familiare è di $32 857 mentre per le famiglie è di $41 830. Gli uomini hanno un reddito medio di $28 235 contro $19 550 delle donne. Il reddito pro capite della città è di $16 875. Circa l'2,7% delle famiglie e il 5,2% della popolazione è sotto la soglia della povertà. Sul totale della popolazione il 4,3% dei minori di 18 anni e l'8,5% di chi ha più di 65 anni vive sotto la soglia della povertà.

## Amministrazione

### Gemellaggi
- Mascara (Algeria)